# Orsodacne kurosawai
Orsodacne kurosawai is een keversoort uit de familie schijnhaantjes (Orsodacnidae). De wetenschappelijke naam van de soort werd in 1949 gepubliceerd door Chujo.